# پیمان لو گوله
پیمان لو گوله توسط جان، پادشاه انگلستان و فیلیپ دوم، پادشاه فرانسه در ماه مه ۱۲۰۰ امضا شد. این پیمان مربوط به پایان دادن به جنگ بر سر دوک‌نشین نورماندی و نهایی کردن مرزهای جدید آنچه از دوک‌نشین باقی مانده بود، بود. این معاهده یک پیروزی برای فیلیپ در اظهار ادعاهای قانونی خود مبنی بر تسلط بر سرزمین‌های فرانسوی جان بود. پیامد این معاهده جدایی جزایر مانش از نورماندی بود.
شرایط پیمان امضا شده در لو گوله، جزیره‌ای در وسط رود سن در نزدیکی ورنو در نورماندی، شامل توضیحات روابط فئودالی الزام‌آور پادشاهان بود.
فیلیپ جان را به عنوان پادشاه انگلستان، وارث برادرش ریچارد یکم به رسمیت شناخت، و بنابراین رسماً حمایت قبلی خود را از آرتور یکم، دوک بریتانی، برادرزاده فقید جان، جفری دوم، دوک بریتانی کنار گذاشت. در همین حال، جان با به رسمیت شناختن کنت‌های بولونی و فلاندر به‌عنوان دست‌نشاندگان پادشاهان فرانسه و نه پادشاهان انگلستان، وضعیت جدید سرزمین‌های از دست رفته نورمان و فیلیپ را به عنوان فرمانروای سرزمین‌های قاره‌ای در امپراتوری آنژوین به رسمیت شناخت. جان همچنین متعهد شد که از هیچ شورشی از جانب کنت‌های بولونی و فلاندر حمایت نکند.
فیلیپ قبلاً جان را به عنوان ولی آنژو و دوک‌نشین بریتانی به رسمیت شناخته بود، اما با معاهده لو گوله ۲۰٬۰۰۰ مارک استرلینگ را به عنوان «تسکین» برای به رسمیت شناختن حاکمیت جان بر بریتانی اخاذی کرد.
این معاهده همچنین شامل امتیازات ارضی توسط جان به فیلیپ بود. ویکسن (به جز لز آندلی، جایی که شاتو-گیرد، قلعه حیاتی برای دفاع از منطقه قرار داشت) و اورسین در نورماندی، همچنین ایسودن، گرادی، و تیول André de Chauvigny در بری قرار شد از وابستگی به قلمروی آنژوین فرانسه حذف شوند و مستقیماً تحت حاکمیت فرانسه قرار گیرند.
دوک‌نشین آکیتن در این معاهده گنجانده نشد. جان هنوز به عنوان وارث مادر زنده‌اش، الینور آن را در اختیار داشت. این پیمان با یک اتحاد ازدواج بین سلسله‌های آنژوین و کاپتی امضا شد. خواهرزاده جان بلانش، دختر خواهرش الینور و آلفونسوی هشتم، پادشاه کاستیا، با پسر بزرگ فیلیپ، لوئی هشتم ازدواج کرد (در آینده به عنوان «لوئی شیر» شناخته می‌شود). اتحاد ازدواج فقط یک نایب السلطنه قوی برای کودکی لوئی نهم تضمین کرد. فیلیپ اعلام کرد که جان به دلیل عدم اطاعت از احضاریه در سال ۱۲۰۲ از خانواده‌های خود خلع شده و جنگ دوباره شروع شد. فیلیپ به سرعت برای تصرف سرزمین‌های جان در نورماندی حرکت کرد و در این روند تاج و تخت فرانسه را تقویت کرد.